# Apopontonia dubia
Apopontonia dubia är en kräftdjursart som beskrevs av Bruce 1981. Apopontonia dubia ingår i släktet Apopontonia och familjen Palaemonidae. Inga underarter finns listade i Catalogue of Life.